# Elvis and Anabelle
Elvis and Anabelle (bra: Elvis e Anabelle - O Despertar de um Amor) é um filme independente dirigido por Will Geiger, que estreou em 10 de março de 2007 no festival de filme e música South by Southwest em Austin, Texas.

## Sinopse
O filme conta a história de amor entre uma miss do Texas e o filho de um coveiro. Durante um concurso de beleza a jovem miss Anabelle (Blake Lively) morre inesperadamente. Ao ser embalsamada por Elvis (Max Minghella), ela milagrosamente ressuscita. Esse fato liga os dois jovens, que se apaixonam. Porém, cada um deles é assombrado por seus próprios problemas, e eles devem lutar para impedir que a vida separe o que a morte uniu.

## Elenco
| Ator/Atriz       | Personagem |
| ---------------- | ---------- |
| Blake Lively     | Anabelle   |
| Max Minghella    | Elvis      |
| Mary Steenburgen | Geneva     |
| Keith Carradine  | Jimmy      |
| Joe Mantegna     | Charlie    |